# تیارا تاهیتی
تیارا تاهیتی (به انگلیسی: Tiara Tahiti) یک فیلم سینمایی انگلیسی در ژانر کمدی-درام محصول سال ۱۹۶۲ میلادی به کارگردانی تد کاچف و بازیگر اصلی فیلم جیمز میسون و جان میلز می‌باشند.
این فیلم اولین کارگردانی تد کاچف است، براساس رمانی از جفری کاترل ساخته شده‌است که او نیز آن را از نمایش ایوان فاکسول اقتباس کرده‌است. فیلمبرداری در لندن و تاهیتی انجام شده‌است. روسندا مونتروس بازیگر مکزیکی با تاهیتی بازی می‌کند. روی کینیر نقش جزئی داشت.

## بازیگران
- جیمز میسون
- جان میلز
- هربرت لام
- روسندا مونتروس
- کلود دوفا درنقش هنری
- روی کینیر درنقش اندربی
- هری لاک